# Ghost Rider: Demonul răzbunării
Ghost Rider: Demonul răzbunării (titlu original: Ghost Rider: Spirit of Vengeance) este un film de acțiune 3D cu supereroi american din 2012. Filmul este regizat de Neveldine/Taylor și prezintă povestea antieroului Ghost Rider bazat pe publicațiile Marvel Comics.

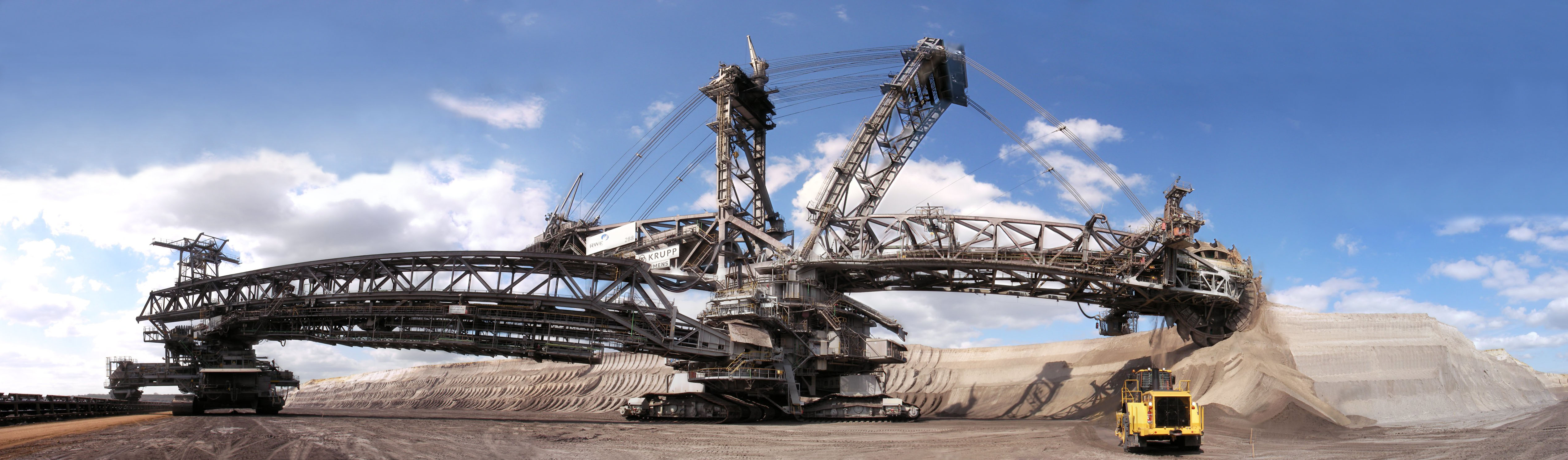
Rider în film folosește un vehicul special: a Bagger 288, cea mai mare vehiculul de teren din lume.